# Alonso Zamora Vicente
Alonso Zamora Vicente (Madrid, 1 de febrer de 1916 - id. 14 de març de 2006) va ser un dels filòlegs, dialectòlegs i lexicògrafs més importants de la llengua espanyola. També va ser escriptor.

## Biografia
Va estudiar al Col·legi espanyol-francés de Madrid i cursà batxillerat a l'Institut San Isidro de la mateixa ciutat. Allà va coincidir amb qui esdevindria després un dels seus amics, Camilo José Cela. La Guerra Civil va interrompre els seus estudis universitaris, fets entre 1932 i 1936, anys en els quals va assistir a les classes de Tomás Navarro Tomás i va treballar al Centro de Estudios Históricos amb aquest, amb Ramón Menéndez Pidal i Américo Castro. El seu amic Dámaso Alonso el va encoratjar a acabar la carrera el 1940. Aquell mateix any va aprovar les oposicions a Càtedra de l'Instituto Nacional de Bachillerato i se'n va anar a ocupar una plaça a Mèrida. Durant la seua carrera va conéixer María Josefa Canellada, també filòloga, amb qui es casaria més tard. Va editar les obres de Tirso de Molina, Torquemada, Lucas Fernández, va escriure estudis sobre les vocals de l'andalús i les vocals caduques de l'espanyol mexicà.
Fou un lector assidu de Marcel Proust, John Dos Passos i del Retrat de l'artista adolescent de James Joyce traduït pel seu amic Dámaso Alonso. També havia llegit tots els autors de la Generació del 98 i va arribar a conéixer personalment a un gran nombre dels de la Generació del 27. Es va doctorar en Filologia Romànica (1941) gràcies al treball El habla de Mérida (estudi que va servir després de model a una part important de les recerques dialectològiques que es feren a Espanya) i va succeir Dámaso Alonso a la Càtedra de Filologia Romànica de la Universitat de Madrid. Com a Secretari Perpetu de la Reial Acadèmia Espanyola quan Dámaso Alonso va ser el seu director, i desenvoluparen conjuntament una tasca fructífera que va tenir, nogensmenys, entrebancs per culpa de les dificultats econòmiques de la institució. La seua estada a Mèrida li va resultar útil per mor d'estudiar el dialecte extremeny i la literatura regional de José María Gabriel y Galán i Luis Chamizo. Va estudiar també a Juan Pablo Forner i a Francisco de Aldana. Així va acumular una biblioteca enorme que va donar a la Universitat d'Extremadura (que es diu "Fundación Biblioteca Zamora Vicente"). A hores d'ara es pot consultar aquesta biblioteca en un edifici del nucli antic de Càceres.
En el curs 1942-43 es va traslladar a la Càtedra de llengua i literatura espanyoles de l'institut masculí de Santiago de Compostel·la però va haver d'anar a Madrid a impartir l'assignatura de dialectologia espanyola. El 1943 obtingué, arran d'una oposició, la Càtedra Universitària de Llengua i Literatura espanyoles a la Facultat de Filosofia i Lletres de la Universitat de Santiago de Compostel·la al voltant de 1946, data en què es va traslladar a la Universitat de Salamanca per a ocupar com a numerari la Càtedra de Filologia Romànica, fins al 1959 i finalment va prendre possessió de la Càtedra de Filologia Romànica a la Facultat de Filosofia i Lletres de la Universitat Central de Madrid, que esdevingué més tard la Universitat Complutense de Madrid, fins que es jubilà el 1985. De 1948 a 1952 dirigí l'Institut de Filologia de la Universitat de Buenos Aires on fundà i dirigí la prestigiosa revista Filología. Eduardo Mallea el va incitar a escriure prosa literària en La Nación i poc de temps després va estendre les seues col·laboracions a Azul de Montevideo. Fou allà on conegué Julio Cortázar, Daniel Devoto, Josefa Sabor i Enrique Anderson Imbert. D'aqueixa època daten l'edició de Por el sótano y el torno, de Tirso de Molina, De Garcilaso a Valle-Inclán, Presencia de los clásicos, Las sonatas de Ramón del Valle-Inclán. Contribución al estudio de la prosa modernista, etc. El 1952 tornà a Espanya, a Salamanca, des d'on continuà col·laborant a La Nación, Azul i Ínsula, i alguns anys després al diari Ya. El 1954 va iniciar diversos viatges com a professor extraordinari, a la Facultat de Lletres de la Universitat de Colònia, a Heidelberg, a Praga, a París, a Itàlia, a Bèlgica i a Holanda.
El 1960 fou nomenat Director del Seminari de Filologia Hispànica del Col·legi de Mèxic i professor extraordinari a la Universitat Nacional de Mèxic, l'any següent fou professor (1961) al Departament d'Estudis Hispànics de la Universitat de Puerto Rico. Se n'anà després als Estats Units i, quan tornà a Europa, el 1963, va visitar les universitats de Copenhaguen, Estocolm… i, finalment, Madrid. Durant aquells anys va publicar Primeras hojas, Smith y Ramírez, S.A., La voz de la letra, Lope de Vega. Su vida y obra, ¿Qué es la novela picaresca?, Un balcón a la plaza, Lengua, literatura e intimidad, etc. Fou elegit acadèmic al maig de 1966 (des de 1961 era membre del Seminari de Lexicografia); va llegir el discurs de recepció sobre «Asedio a Luces de Bohemia, el primer esperpent de Ramón del Valle Inclán. Va ser Secretari Perpetu de la Institució des del 1971, en què va succedir a Rafael Lapesa Melgar, fins al 1989, any de la seua renúncia. El discurs fou reelaborat al llibre La realidad esperpéntica (Aproximación a Luces de Bohemia), que obtingué el Premi Nacional de Literatura «Miguel de Unamuno de Ensayo» el 1969. També va dedicar a Valle-Inclán: Valle-Inclán, novelista por entregas, les edicions crítiques de Luces de Bohemia i Tirano Banderas, entre altres treballs.
Va coordinar el Diccionario Manual e Ilustrado de la Reial Acadèmia i escrigué la Historia de la Real Academia Española, una de les seues darreres obres. Casat amb l'escriptora asturiana María Xosefa Canellada Llavona, fou membre d'honor, fins a la seua mort, de l'Academia de la Llingua Asturiana (ALLA).
Com a narrador els seus escrits es fonamentaven essencialment sobre elements populars quotidians i li agradava especialment la narrativa breu. La seua prosa és molt sovint irònica, farcida de reticències, amplificacions, hipèrboles i antífrasis, i al capdavall mostra una gran preocupació per una societat espanyola, marcada i deformada pel passat de la Guerra Civil. Muchos d'ells tienen lemas de César Vallejo i és un element important l'humor, que pot semblar ingenu a Primeras hojas o Examen de Ingreso, grotesc a Smith y Ramírez, S.A. o realista a Un balcón a la plaza, Desorganización, Sin levantar cabeza, El mundo puede ser nuestro, A traque barraque, Estampas de la calle, Voces sin rostro, Hablan de la feria, Historias de viva voz, Mesa, sobremesa (Premio Nacional de Literatura 1980) y Vegas bajas.
Va morir a Madrid el 14 de març de 2006.

## Obra

### Estudis crítics
- Al trasluz de la lengua actual
- Años difíciles : Valle-Inclán y la Fundación San Gaspar
- Asedio a "Luces de Bohemia" primer esperpento de Ramón del Valle Inclán discurs llegit el dia 28 de maig de 1967
- Camilo José Cela : (acercamiento a un escritor)
- Carta de Alonso Zamora Vicente sobre una película española
- Compostela, años atrás
- De Garcilaso a Valle-Inclán
- Estudios de dialectología hispánica
- Una introducción a la "Comedia do viuvo"
- Lengua, literatura, intimidad
- Léxico rural asturiano: palabras y cosas de Libardón (Colunga)
- Manual de dialectología española, 1960¹ y 1967²
- Libros, hombres, paisajes
- Lope de Vega: su vida y su obra
- Nuevas precisiones sobre Luces de Bohemia
- La otra esquina de la lengua
- Para el entendimiento de "La dama boba"
- Presentación a los Entremeses de Miguel de Cervantes
- Qué es la novela picaresca
- Una cuartilla sobre Américo Castro
- Valle-Inclán, novelista por entregas

### Obra literària
- ¡Estos pobres diablos!
- Primeras hojas
- Sin levantar cabeza
- A traque barraque
- Mesa, sobremesa
- Vegas bajas

### Edicions
- Lope de Vega, Las bizarrías de Belisa
- Francisco de la Torre, Poesías
- Tirso de Molina, Don Gil de las calzas verdes
- Lope de Vega, La dama boba